# Kathleen O'Brien
Margaret Kathleen O'Brien (Wellington, 7 de abril de 1906-Wellington, 13 de febrero de 1978) fue una directora de cine, profesora de danza y presentadora de radio de Nueva Zelanda. Fue una de las primeras mujeres de Nueva Zelanda en dirigir películas. Trabajó durante 20 años para el organismo cinematográfico del gobierno, la Unidad Nacional de Cine.

## Trayectoria
O'Brien nació en Wellington, Nueva Zelanda en 1906. De padres irlandeses, Kathleen era la menor de seis hermanos. Creció en Wellington y pasó un  tiempo enseñando ballet en un estudio en Cuba Street y produjo espectáculos para teatros. En los años de 1930 pasó un tiempo en Reino Unido e incluso un tiempo trabajando en un hotel de lujo en Escocia. En 1940 tras los primeros bombardeos en Londres regresó a casa para cuidar a sus padres. Poco después comenzó a escribir y presentar un programa de radio dirigido a las llamadas «chicas solteras».
Tanto la radio pública y el centro de producción de cine estaban bajo el Departamento de Turismo y Publicidad y en 1946 consiguió un empleo como bibliotecaria en el departamento de sonido en la Unidad Nacional de Cine que acababa de formarse. Un año después comenzó a ayudar a los cineastas. Su primera película fue sobre manipulación de alimentos para el Departamento de Salud.
Dirigió su primer cortometraje para la NFU al año siguiente.  La cineasta nacida en Australia Margaret Thomson había comenzado a dirigir películas en la NFU una década antes. Cuando Thomson dejó la unidad para trabajar en Inglaterra en 1949, O'Brien se quedó y siguió siendo la única mujer directora en el personal de NFU durante los siguientes 20 años. Dirigió la película Graduate Harvest en 1954 y A Letter to the Teacher en 1957. Habitualmente trabajó en temas educativos con un enfoque de especial imaginación en temas infantiles.
O'Brien nunca obtuvo reconocimiento durante su vida. Murió en Wellington el 13 de febrero de 1978. Su tumba en el cementerio Karori de Wellington no menciona su papel en la historia del cine de Nueva Zelanda. 